# إلين سامرز
إلين سامرز (بالإنجليزية: Elaine Summers)‏ هي مصممة رقص ومخرجة أسترالية وأمريكية، ولدت في 20 فبراير 1925 في برث في أستراليا، وتوفيت في 27 ديسمبر 2014 في نيويورك في الولايات المتحدة.

## وصلات خارجية
- إلين سامرز على موقع IMDb (الإنجليزية)
- إلين سامرز على موقع كينوبويسك (الروسية)